# Boksernes Konge
Boksernes Konge er en stumfilm fra 1919 instrueret af Lau Lauritzen Sr. efter manuskript af Hr. Skjold Larsen og Einer Andreasen.